# Дзерилли, Тони
Энтони Джозеф (Тони) Дзерилли (англ. Anthony "Tony" Joseph Zerilli; 24 октября 1927, Детройт, Мичиган, США — 31 марта 2015, Уэстон, округ Брауард, Флорида, США) — италоамериканский гангстер, младший босс мафиозного синдиката Детройтское партнёрство (1977—2008). Сын Джозефа Дзерилли, более 40 лет возглавлявшего детройтскую мафию. Вдвоём с двоюродным братом Джеком Токко Тони Дзерилли около 30 лет управлял детройтским преступным синдикатом, который в это время иногда назывался семья Токко—Дзерилли.

## Ранняя жизнь
Энтони Джозеф Дзерилли родился осенью 1927 года в Детройте в семье Жозефины (Финаццо) и Джозефа Дзерилли. На момент рождения Тони его отец был одним из лидеров Истсайдской банды под руководством Анджело Мели и своего двоюродного брата и зятя Уильяма Токко. В 1936 году Дзерилли-старший стал главой детройтской мафии и руководил ею до своей смерти в 1977 году.
Подростком Тони работал в пекарне Detroit Italian-American Bakery, которая принадлежала его отцу и дяде. В 1947 году Тони стал «посвящённым», полноценным членом мафии, убив Гаста Андромалуса по приказу боссов синдиката. Как и его двоюродный брат Джек Токко, Дзерилли окончил частный католический Детройтский университет милосердия в 1949 году.

## Hazel Park Raceway и Spaghetti Palace
В 1949 году Дзерилли за 50 000 долларов США с помощью семьи приобрёл контрольный пакет акций предприятия Hazel Park Racing Association and Track в Хейзел-Парке (штат Мичиган), пригороде Детройта. Первоначально запланированная как автомобильная трасса, Hazel Park стал первым в Мичигане современным ипподромом протяженностью 5/8 миль. В течение следующих двадцати трех лет Hazel Park приносил около 15 млн долларов дохода в год, а прибыль инвесторов составляла 1,2 млн долларов ежегодно. В те годы законы штата ограничивал пари-мутуэль ставками на скачки, проводимые на ипподроме. Хотя Дзерилли был мажоритарным акционером и президентом Hazel Park, считается, что управлением предприятия больше занимался его двоюродный брат Джек Токко, занимавший пост вице-президента.
Hazel Park имел такой финансовый успех, что в августе 1970 года Дзерилли, Токко и Доминик (Фэтс) Коррадо решили построить ещё один ипподром. С этой целью они купили за 2,5 млн долларов 1,1 км² земли в Холливуде (штат Флорида). Но второй проект, получивший название Hazel Park South, был отменён после того, как Дзерилли столкнулся с юридическими проблемами в Лас-Вегасе. Более того, в 1972 году он и его партнёры продали ипподром Hazel Park Raceway в Мичигане. На этой сделке Дзерилли заработал 780 000 долларов.
Получив этот доход, Дзерилли инвестировал в несколько других предприятий, в том числе в ресторан Spaghetti Palace, основанный в 1968 году недалеко от торгового центра Macomb Mall в Розвилле (штат Мичиган). Дзерилли использовал этот ресторан как свою штаб-квартиру. Spaghetti Palace проработал под управленимм Джозефа Дзерилли, Розали Дзерилли и Джека Джаннозы более 20 лет, оставаясь популярным в Розвилле местом, прежде чем закрылся в начале 1990-х.